# Óscar Suárez
Óscar Eduardo Suárez Parra (ur. 10 kwietnia 1995 w Guanajuato) – meksykański piłkarz występujący na pozycji środkowego pomocnika.

## Kariera klubowa
Suárez jest wychowankiem zespołu Club León, do którego seniorskiej drużyny został włączony jako siedemnastolatek przez urugwajskiego szkoleniowca Gustavo Matosasa. Pierwszy mecz rozegrał w niej już w sierpniu 2012 w rozgrywkach krajowego pucharu (Copa MX), lecz w Liga MX zadebiutował dopiero 6 kwietnia 2013 w zremisowanym 0:0 spotkaniu z Tigres UANL. W wiosennym sezonie Clausura 2014 wywalczył z Leónem tytuł mistrza Meksyku, jednak pozostawał głębokim rezerwowym ekipy i zaledwie raz pojawił się na boisku. W jesiennych rozgrywkach Apertura 2015 dotarł natomiast do finału pucharu kraju.
| Sezon     | Klub                 | Kraj   | Rozgrywki  | Mecze | Bramki |
| --------- | -------------------- | ------ | ---------- | ----- | ------ |
| 2012/2013 | Club León            | Meksyk | Liga MX    | 1     | 0      |
| 2013/2014 | Club León            | Meksyk | Liga MX    | 1     | 0      |
| 2014/2015 | Club León            | Meksyk | Liga MX    | 0     | 0      |
| 2015/2016 | Club León            | Meksyk | Liga MX    | 0     | 0      |
| 2016/2017 | Club León            | Meksyk | Liga MX    | 0     | 0      |
| 2017/2018 | Mineros de Zacatecas | Meksyk | Ascenso MX | 23    | 0      |
| 2018/2019 | Mineros de Zacatecas | Meksyk | Ascenso MX | 23    | 0      |
| 2019/2020 | Mineros de Zacatecas | Meksyk | Ascenso MX | 2     | 0      |
| 2019/2020 | Cimarrones de Sonora | Meksyk | Ascenso MX | 1     | 0      |